# Shorttrack op de Aziatische Winterspelen 2017
Shorttrack was een onderdeel van de Aziatische Winterspelen 2017 in Sapporo in Japan. De wedstrijden werden gereden in de Makomanai Ice Arena en waren van 20 tot en met 22 februari 2017. 93 sporters uit 17 landen deden mee aan het toernooi.

## Medaillespiegel
| Plaats | Land       | Goud | Zilver | Brons | Totaal |
| ------ | ---------- | ---- | ------ | ----- | ------ |
| 1      | Zuid-Korea | 5    | 5      | 3     | 13     |
| 2      | China      | 3    | 2      | 1     | 6      |
| 3      | Japan      | 0    | 1      | 3     | 4      |
| 4      | Kazachstan | 0    | 0      | 1     | 1      |

## Resultaten

### Mannen

#### 500 meter
| Nr.    | Naam          | Land       | Tijd   |
| ------ | ------------- | ---------- | ------ |
| Goud   | Wu Dajing     | China      | 40,764 |
| Zilver | Seo Yi-ra     | Zuid-Korea | 40,842 |
| Brons  | Park Se-yeong | Zuid-Korea | 41,182 |

#### 1000 meter
| Nr.    | Naam           | Land       | Tijd     |
| ------ | -------------- | ---------- | -------- |
| Goud   | Seo Yi-ra      | Zuid-Korea | 1.24,097 |
| Zilver | Sin Da-woon    | Zuid-Korea | 1.24,119 |
| 3e     | Lee Jung-su    | Zuid-Korea | 1.24,169 |
| Brons  | Keita Watanabe | Japan      | 1.24,395 |

Het was voor een land onmogelijk alle drie de medailles te winnen, waardoor Watanabe ondanks zijn vierde plek de bronzen medaille won.

#### 1500 meter
| Nr.    | Naam          | Land       | Tijd     |
| ------ | ------------- | ---------- | -------- |
| Goud   | Park Se-yeong | Zuid-Korea | 2.34,056 |
| Zilver | Wu Dajing     | China      | 2.34,265 |
| Brons  | Lee Jung-su   | Zuid-Korea | 2.34,356 |

#### 5000 meter aflossing
| Nr.    | Land       | Namen                                                               | Tijd     |
| ------ | ---------- | ------------------------------------------------------------------- | -------- |
| Goud   | China      | Wu Dajing, Han Tianyu, Ren Ziwei, Xu Hongzhi                        | 7.01,983 |
| Zilver | Zuid-Korea | Lee Jung-su, Seo Yi-ra, Sin Da-woon, Park Se-yeong                  | 7.02,703 |
| Brons  | Japan      | Hiroki Yokoyama, Kazuki Yoshinaga, Keita Watanabe, Ryosuke Sakazume | 7.02,909 |

### Vrouwen

#### 500 meter
| Nr.    | Naam           | Land       | Tijd              |
| ------ | -------------- | ---------- | ----------------- |
| Goud   | Zang Yize      | China      | 43,911 (A-finale) |
| Zilver | Ayuko Ito      | Japan      | 44,236 (A-finale) |
| Brons  | Choi Min-jeong | Zuid-Korea | 44,819 (B-finale) |

Door een dubbele penalty in de A-finale ging het brons naar de winnares van de B-finale.

#### 1000 meter
| Nr.    | Naam           | Land       | Tijd     |
| ------ | -------------- | ---------- | -------- |
| Goud   | Shim Suk-hee   | Zuid-Korea | 1.30,376 |
| Zilver | Choi Min-jeong | Zuid-Korea | 1.30,451 |
| Brons  | Sumire Kikuchi | Japan      | 1.30,544 |

#### 1500 meter
| Nr.    | Naam           | Land       | Tijd     |
| ------ | -------------- | ---------- | -------- |
| Goud   | Choi Min-jeong | Zuid-Korea | 2.29,416 |
| Zilver | Shim Suk-hee   | Zuid-Korea | 2.29,569 |
| Brons  | Guo Yihan      | China      | 2.30,017 |

#### 3000 meter aflossing
| Nr.    | Land       | Namen                                                               | Tijd     |
| ------ | ---------- | ------------------------------------------------------------------- | -------- |
| Goud   | Zuid-Korea | Shim Suk-hee, Choi Min-jeong, Noh Do-hee, Kim Ji-yoo                | 4.10,515 |
| Zilver | China      | Fan Kexin, Qu Chunyu, Zang Yize, Guo Yihan                          | 4.10,980 |
| Brons  | Kazachstan | Kim Iong-a, Anastassiya Krestova, Madina Zhanbussinova, Anita Nagay | 4.20,034 |

Alpineskiën · 
Biatlon · 
Curling · 
Freestyleskiën · 
IJshockey · 
Kunstrijden · 
Langlaufen · 
Schaatsen · 
Schansspringen · 
Shorttrack · 
Snowboarden
1986 Sapporo · 
1990 Sapporo · 
1996 Harbin · 
1999 Gangwon-do · 
2003 Aomori · 
2007 Changchun · 
2011 Astana · 
2017 Sapporo · 
2025 Harbin